# Josep Ayala
Josep Ayala, född 8 april 1980 i Sant Julià de Lòria, är en andorransk före detta fotbollsspelare.

## Fotbollskarriär
Ayala spelade 84 A-landskamper för Andorras landslag mellan 2002 och 2017. Hans sista landskamp var en seger mot Ungern.

## Personligt
Som ung spelade Ayala korgboll. Ayala har nämnt Luis Enrique som en förebild.